# Margaret Lindsay Huggins
Margaret Lindsay Huggins (nata Murray; Dublino, 14 agosto 1848 – Londra, 24 marzo 1915) è stata un'astronoma irlandese.
Pioniera della spettroscopia, con suo marito William Huggins fu autrice dell'Atlas of Representative Stellar Spectra (1899).

## Biografia
Margaret Lindsay Murray nacque dall'avvocato John Murray e da Helen Lindsay. Suo nonno Robert Murray fu un ricco ufficiale della Bank of Ireland con la passione dell'astronomia, il ché esercitò un forte ascendente sulla vita di Margaret, che sin da piccola si appassionò alle costellazioni.
Da bambina studiò privatamente nella sua casa di Dublino, indi venne iscritta in una scuola di Brighton, in Inghilterra. Studiò l'astronomia da autodidatta per mezzo dei libri del settore più popolari dell'epoca come Outlines of Astronomy di John Herschel e parallelamente si interessò alla fotografia.
Nel 1873 si imbatté in un articolo della rivista ottocentesca Good Words scritto dall'Associazione britannica per l'avanzamento della scienza che trattava i progressi di William Huggins ottenuti con lo spettroscopio, al ché trovò l'ispirazione per costruirne uno. Grazie al suo vivo interesse per la spettroscopia, venne presentata dal produttore di strumenti astronomici Howard Grubb a William Huggins in persona, che Lindsay sposò l'8 settembre 1875 nella chiesa parrocchiale di Monkstown, nella contea di Dublino. Le fonti ipotizzano che Lindsay Huggins sia stata determinante nell'avvio del programma di successo del marito nella ricerca fotografica. I due coniugi furono i primi ad "osservare e identificare la serie di righe dell'idrogeno nello spettro della stella Vega". Dai loro appunti nacque la loro prima pubblicazione cartacea congiunta nel 1889 che trattava gli spettri dei pianeti. Inoltre furono tra coloro che osservarono la Nova Aurigae del 1892.
Le conoscenze fotografiche che Huggins apprese durante l'infanzia le furono d'aiuto per le sue ricerche presso l'osservatorio di Tulse Hill. Nel 1875 intraprese degli esperimenti fotografici con suo marito, che vennero meticolosamente documentati nei quaderni dell'osservatorio. Durante i loro primi esperimenti fotografarono Sirio e Venere per mezzo di svariate tecniche, come l'utilizzo di lastre lastre bagnate o asciutte. Margaret apportò grandi miglioramenti alle loro apparecchiature di osservazione e insieme divennero tra le figure più rilevanti dell'astrofotografia spettroscopica.
A partire dal 1875 la coppia inaugurò un meticoloso programma di esperimenti fotografici. Durante gli anni ottanta del XIX secolo si dedicarono a due progetti: il primo fu un tentativo di fotografare la corona solare, mentre il secondo esaminava diverse nebulose. Quest'ultimo progetto segnò una pietra miliare per Margaret, che per la prima volta venne citata come coautrice di un articolo insieme a suo marito. Gli Huggin lavorarono insieme per trentacinque anni collaborando alla pari.
Margaret Huggins collaborò alla XI edizione dell'Encyclopædia Britannica. Dopo la morte di suo marito sopraggiunta nel 1910 ebbe l'intenzione di scriverne una biografia, tuttavia venne colta dalla malattia che la portò alla morte il 24 marzo 1915. Le sue ceneri furono deposte accanto a quelle di suo marito al Golder's Green Crematorium.
Il Times di Londra menzionò nel necrologio della sua morte che Richard Anthony Proctor la definiva "il William Herschel dello spettroscopio". Nel suo testamento lasciò in eredità al Wellesley College e all'Osservatorio Whitin alcune delle sue collezioni, inclusi preziosi manufatti astronomici.
Per suo volere testamentario venne eretto un memoriale nella Cattedrale di San Paolo di Londra in onore di suo marito. Su di esso vennero incisi due medaglioni che riportavano rispettivamente le seguenti scritte: "William Huggins, astronomo 1824-1910" e "Margaret Lindsay Huggins, 1848-1915, sua moglie e collega di lavoro". Nel 1997 sulla casa dove crebbe a Dublino venne apposta una targa commemorativa.